# Soledad (Anzoátegui)
Pour les articles homonymes, voir Soledad.
Soledad est une localité du Venezuela, chef-lieu de la municipalité d'Independencia dans l'État d'Anzoátegui. Située au bord du fleuve Orénoque, elle fait face à Ciudad Bolívar, capitale de l'État de Bolívar située sur l'autre rive du fleuve, à laquelle elle est reliée par le pont d'Angostura. Sa population est estimée à 15 000 habitants. Autour de la ville s'articule la division territoriale et statistique de Capitale Independencia.